# George Gerbner

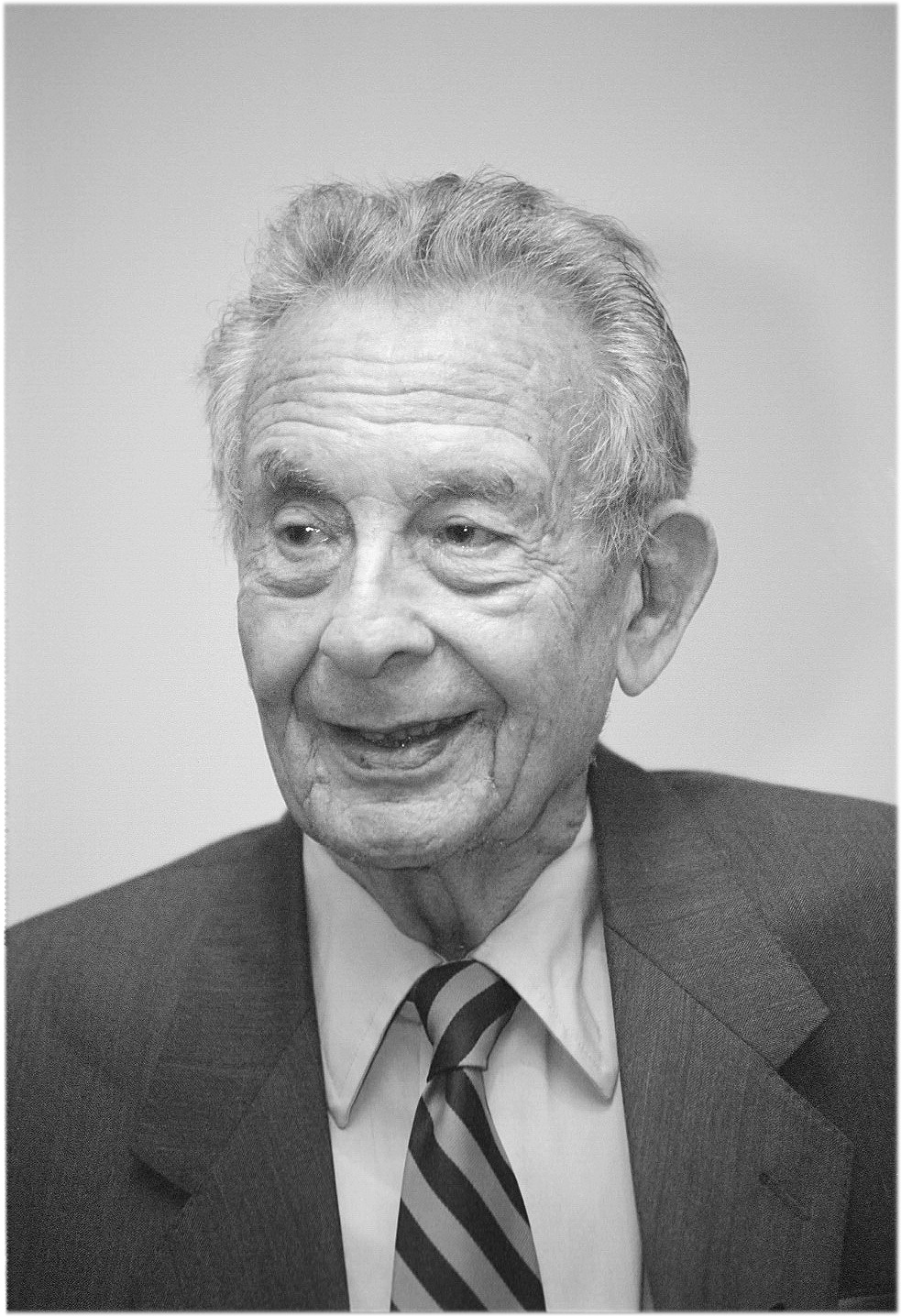
George Gerbner

George Gerbner (Boedapest, 8 augustus 1919 – Philadelphia, 24 december 2005) was een hoogleraar communicatie en uitvinder van de cultivatietheorie. Deze theorie veronderstelt dat het beeld dat de mensen van de werkelijkheid hebben voor een groot deel gevormd (gecultiveerd) wordt door het televisiekijken. Gerbner heeft jarenlang het effect bestudeerd dat geweld op de tv op de kijkers heeft en introduceerde de term mean world syndrome, die inhoudt dat mensen die veel tv kijken geneigd zijn om te geloven dat de wereld slecht en beangstigend is.

## Loopbaan
George Gerbner werd geboren in Boedapest en emigreerde, op de vlucht voor het nazisme, in 1939 naar de Verenigde Staten. Zijn bachelorgraad in de journalistiek haalde hij in 1942 aan de Universiteit van Californië - Berkeley. Zijn masters in communicatie behaalde hij in 1951 en zijn doctoraal in 1955 aan de University of Southern California. Zijn proefschrift had als titel Toward a General Theory of Communication. Hij was korte tijd verslaggever en columnist van de San Francisco Chronicle. Na de oorlog werkte hij als freelancejournalist en -publicist en doceerde journalistiek aan het El Camino College.
Van 1964 tot 1989 was hij directeur van de Annenberg School of Communication van de Universiteit van Pennsylvania. Onder zijn leiding groeide de invloed van de communicatietheorie op academisch niveau.
In 1968 zette hij het Cultural Indicators Research Project op, waarbij hij de trends in televisieprogramma’s mat en onderzocht hoe sterk dit medium het beeld beïnvloedde dat de Amerikanen van hun maatschappij hadden. De database van dit project bevat informatie over meer dan 3000 televisieprogramma’s en 35.000 terugkerende televisiepersoonlijkheden.

## Rol televisie
Sinds de oertijd vertellen de mensen elkaar verhalen. Via muurschilderingen in grotten tot de gedrukte verhalen, na de uitvinding van de boekdrukkunst. Tegenwoordig worden de verhalen, volgens Gerbner, niet alleen meer doorgegeven via de ouders, de school, de kerk. De geschiedenis gaat niet meer over van generatie op generatie.
Met het medium televisie is een nieuw tijdperk aangebroken. Naar de mening van Gerbner dient tv vooral om, via de reclame, artikelen te verkopen. Globale conglomeraten willen geen verhaal vertellen, maar consumenten warm maken voor producten.
Gerbner concludeerde al in 1979 dat via de televisie de mensen de werkelijkheid definiëren, interpreteren en ordenen. Het medium is alom tegenwoordig en niemand kan aan zijn macht ontsnappen. Televisie draagt bij aan de culturele vorming van de (Westerse) samenleving. Maar er is een verschil tussen de echte werkelijkheid en de televisiewerkelijkheid. Het beeld dat de tv geeft heeft invloed op de denkbeelden van de kijkers. Opvattingen over wat goed en slecht is of gepast of ongepast en ook het gedrag van de kijker (consument) veranderen voortdurend onder invloed van de media.
Op deze manier is er een soort van gemeenschappelijk bewustzijn ontstaan, volgens Gerbner, want de televisie als medium begeleidt de mens vanaf de geboorte tot aan de dood. Het gaat Gerbner niet zozeer om de effecten van de inhoud van televisieprogramma’s. Het gaat hem meer om de ideologie achter de boodschappen. Instituties die bij mensen een bepaalde visie op de werkelijkheid proberen te vormen. Dit wil zeggen dat de televisie de kijkers vertelt welke onderwerpen belangrijk zijn. De televisie geeft ook impliciet of uitdrukkelijk aan hoe de kijkers over deze onderwerpen moeten denken en welke normen zij behoren te hebben.

## Geweld op de televisie
Gerbner heeft jarenlang het effect bestudeerd dat geweld op de tv op de kijkers heeft en hoe het wereldbeeld van de kijkers hierdoor beïnvloed wordt. Er is onderzoek verricht onder 450 schoolkinderen in New Jersey. Van deze kinderen was het overgrote deel zware kijkers, een kleiner percentage keek minder vaak naar televisieprogramma’s. Aan beide groepen werd gevraagd een schatting te maken van het aantal mensen dat in een doorsnee week met geweld in aanraking was gekomen. De kinderen die veel keken waren banger om ’s avonds alleen de straat op te gaan. Ze gaven ook een te hoge schatting van het aantal mensen dat zware misdrijven begingen. Dit effect noemt Gerbner het ‘’gevaarlijkewereldsyndroom’’, een term die inhoudt dat mensen die veel televisiekijken geneigd zijn om te geloven dat de wereld slecht en beangstigend is.
In 1981 getuigde Gerbner voor een commissie van het Congres: "Televisie maakt de mensen bang en bange mensen zijn meer afhankelijk en makkelijker te manipuleren. Ze zullen meer geneigd zijn om eenvoudige, harde maatregelen van de overheid te accepteren. Zelfs vormen van repressie, als ze maar verlost worden van hun onzekerheden."
In 1990, nadat hij bij de Universiteit van Pennsylvania vertrokken was, stichtte Gerbner een nieuwe organisatie, Cultural Environment Movement, (Organisatie voor een betere culturele omgeving), die zich inzette voor een grotere diversiteit in mediabezit, werkgelegenheid en vertegenwoordiging van de verschillende bevolkingsgroepen en maatschappelijke klassen binnen de media.

## Uitgekeken
Na 30 jaar studie concludeerde Gerbner dat het geweldniveau op de tv relatief stabiel bleef: zes tot acht incidenten per uur. Hij raakte er op den duur op uitgekeken. In 2000 kondigde hij aan dat hij vanaf dat moment geen tv meer zou kijken.
In zijn latere leven heeft hij nog aan verscheidene universiteiten lesgegeven en hij stierf in 2005 aan kanker in zijn appartement in Philadelphia. Sinds 2010 wordt er elk jaar een conferentie over Communicatie, Conflicten en Agressie georganiseerd ter nagedachtenis van George Gerbner.